# Przeworsk
Przeworsk est une ville de la voïvodie des Basses-Carpates, dans le sud-est de la Pologne, et le chef-lieu du powiat de Przeworsk. Sa population s'élevait à 18 143 habitants en 2012.

## Géographie
Przeworsk se trouve au nord-ouest de la région montagneuse, sur la rivière Mleczka. Elle est située à 32 km — 39 km par la route — à l'est de Rzeszów, à 111 km — 129 km par la route — au nord-ouest de Lviv, en Ukraine, et à 265 km — 331 km par la route — au sud-est de Varsovie et possède sa gare ferroviaire.

## Histoire
En raison des découvertes archéologiques qui ont été faites dans sa région, on a donné son nom à une culture archéologique germanique, la culture de Przeworsk.
Przeworsk a le statut de ville depuis le 25 février 1393. 
Depuis le premier partage de la Pologne en 1772 jusqu'en 1918, la ville fait partie de la monarchie autrichienne (empire d'Autriche), puis Autriche-Hongrie (Cisleithanie après le compromis de 1867), chef-lieu depuis 1899 du district de même nom, l'un des 78 Bezirkshauptmannschaften (powiats) en province (Kronland) de Galicie. Le sort de cette province fut dès lors disputé par la Pologne et la Russie soviétique, jusqu'à la paix de Riga signé le 18 mars 1921.
Elle fut le siège d'un magnat aux armes de Leliwa. 
Entre 1975 et 1999, elle appartenait à la voïvodie de Przemyśl.